# Filippovka (kraj Primorje)
Filippovka (Russisch: Филипповка) is een plaats (selo) in de selskoje poselenieje van Barabasj van het district Chasanski in het uiterste zuidwesten van de Russische kraj Primorje. De plaats werd gesticht in 1938 en telt 490 inwoners (1 januari 2005).

## Geografie
De plaats ligt bij de Filippov-bron, een zijbron van de rivier Barabasjevka op 11 kilometer van haar uitmonding aan de Melkovodnybocht van de Amoerbaai. De plaats ligt aan de rijksweg Razdolnoje - Chasan (A189) en ligt op 55 kilometer van het districtcentrum Slavjanka en ongeveer 120 kilometer van Vladivostok. De dichtstbijzijnde spoorstations zijn Machalino op 6,5 kilometer ten zuiden van het dorp Kraskino en Primorskaja 16 kilometer ten zuiden van Filippovka, in de plaats Primorski.
Bestuurlijk centrum: Slavjanka

Andrejevka · Bamboerovo · Barabasj · Barsovy · Baza Kroeglaja · Bezverchovo · Chasan · Filippovka · Gvozdevo · Kamysjovoje · Kedrovaja · Kraskino · Kravtsovka · Lebedinoje · Majak Bjoesse · Majak Gamova · Narva · Ovtsjinnikovo · Perevoznoje · Pojma · Posjet · Pozjarski · Primorski · Provalovo · Risovaja Pad · Rjazanovka · Romasjka · Sjachtjorskoje · Soechaja Retsjka · Soechanovka · Tsoekanovo · Vitjaz · Zajsanovka · Zanadvorovka · Zaroebino